# Bactrocera lateritaenia
Bactrocera lateritaenia är en tvåvingeart som beskrevs av Drew och Albany Hancock 1994. Bactrocera lateritaenia ingår i släktet Bactrocera och familjen borrflugor. Inga underarter finns listade.